# Dia internacional de la infermeria
El Dia internacional de la infermeria és una jornada commemorativa de les contribucions dels professionals d'infermeria a la societat, promoguda pel Consell Internacional de la infermeria, celebrat el 12 de maig recordant així el naixement de Florence Nightingale considerada la "mare de la infermeria moderna". Aquesta va crear el primer model conceptual i va demostrar la rellevància de les cures infermeres.

## Història
El Consell Internacional de la infermeria ha celebrat aquest dia des de 1965. L'any 1953 Dorothy Sutherland, una funcionària del departament de salut, educació i benestar, dels Estats Units, va proposar al president Dwight David Eisenhower proclamar un " Dia de la infermeria " però aquest no va acceptar-ho.
Anys més tard, el gener de 1974, es va prendre la decisió de celebrar el Dia Internacional de la infermeria el 12 de maig, dia en el qual va néixer Florence Nightingale.
Des de 1997, el 8 de maig va ser declarat com el Dia Internacional dels Estudiants d'Infermeria, amb la intenció de celebrar-lo anualment. L'any 2003 se celebra la setmana de la infermeria del 6 al 12 de maig.

## Temes
Cada any la temàtica del Dia Internacional de la Infermeria és diferent. Tot seguit, s'esmenten els diversos temes tractats
- 2014: Les infermeres: Una força pel canvi - Un recurs vital per la salut.
- 2013: Resoldre la desigualtat: Objectius del desenvolupament del mil·lenni.
- 2012: Resoldre la desigualtat: De les proves a l'acció.
- 2011: Resoldre la desigualtat: Incrementar l'accés i l'equitat.
- 2010: Servir a la comunitat i garantir la qualitat: Les infermeres en la Vanguardia dels cuidats de les malalties cròniques.
- 2009: Servir a la comunitat i garantir la qualitat: Les infermeres es comprometen a dispensar cuidats innovadors.
- 2008: Servir a la comunitat i garantir la qualitat: Les infermeres al cap de l'atenció primària de salut.
- 2007: Entorns de pràctica favorables: Llocs de treball de qualitat = atenció de qualitat al pacient.
- 2006: Personal fiable, vides salvades.
- 2005: Les infermeres a favor de la seguretat dels pacients: Atenció als medicaments falsificats i de baixa qualitat.
- 2004: Les infermeres treballen amb els pobres i contra la pobresa.
- 2003: Les infermeres, sempre amb la família. Als cuidats de tots, contra l'estigma de la sida.
- 2002: Cuidar a la família- Les infermeres, disposades sempre ajudar.
- 2001: Unides davant la violència: Les infermeres, sempre disposades ajudar.
- 2000: Les infermeres: sempre disposades ajudar.
- 1999: Celebrar el passat de la infermeria i reivindicar el futur.
- 1998: Cooperació en la salut comunitària.
- 1997: Joventut sana, futur més clar.
- 1996: Investigació en la infermeria per una salut millor.
- 1995: Salut de la dona: les infermeres obren el camí.
- 1994: Families sanes per nacions sanes.
- 1993: La qualitat, els costos i la infermeria.
- 1992: Envellir de forma saludable.
- 1991: Salut mental- Les infermeres en acció.
- 1990: La infermeria i el medi ambient.
- 1989: Salut a l'escola.
- 1988: Ajuda-la a il·luminar el seu enlluernament.

## Celebracions al Regne Unit
Cada any el 12 de maig, se celebra el Dia Internacional de la Infermeria, a l'Abadia de Westminster a Londres. Durant el dia, una làmpada simbòlica és portada des de la Capella de la infermeria a la mateixa Abadia i portada per diversos infermers, fins a arribar a l'abat. Tot seguit, l'abat és l'encarregat d'ubicar-la a l'altar. Aquest gest té un simbolisme de la transferència de coneixement d'un infermer a l'altre. A l'església de Santa Margarita a Wellow Este a Hampshire, lloc en el qual Florence Nightingale va néixer, es duu a terme un acte religiós el diumenge següent del seu naixement.

## Setmana de la infermeria
Als Estats Units i el Canadà se celebra la Setmana Nacional de la infermeria cada any entre el 9 i 15 de maig. Va ser normatitzat als Estats Units pel president Richard Nixon l'any 1974.